# 塚原卜伝
塚原 卜伝（つかはら ぼくでん）は、日本の戦国時代の剣士、兵法家。父祖伝来の鹿島神流（鹿島古流・鹿島中古流）に加え、養父祖伝来の天真正伝香取神道流を修めて、鹿島新當流を開いた。

## 生涯

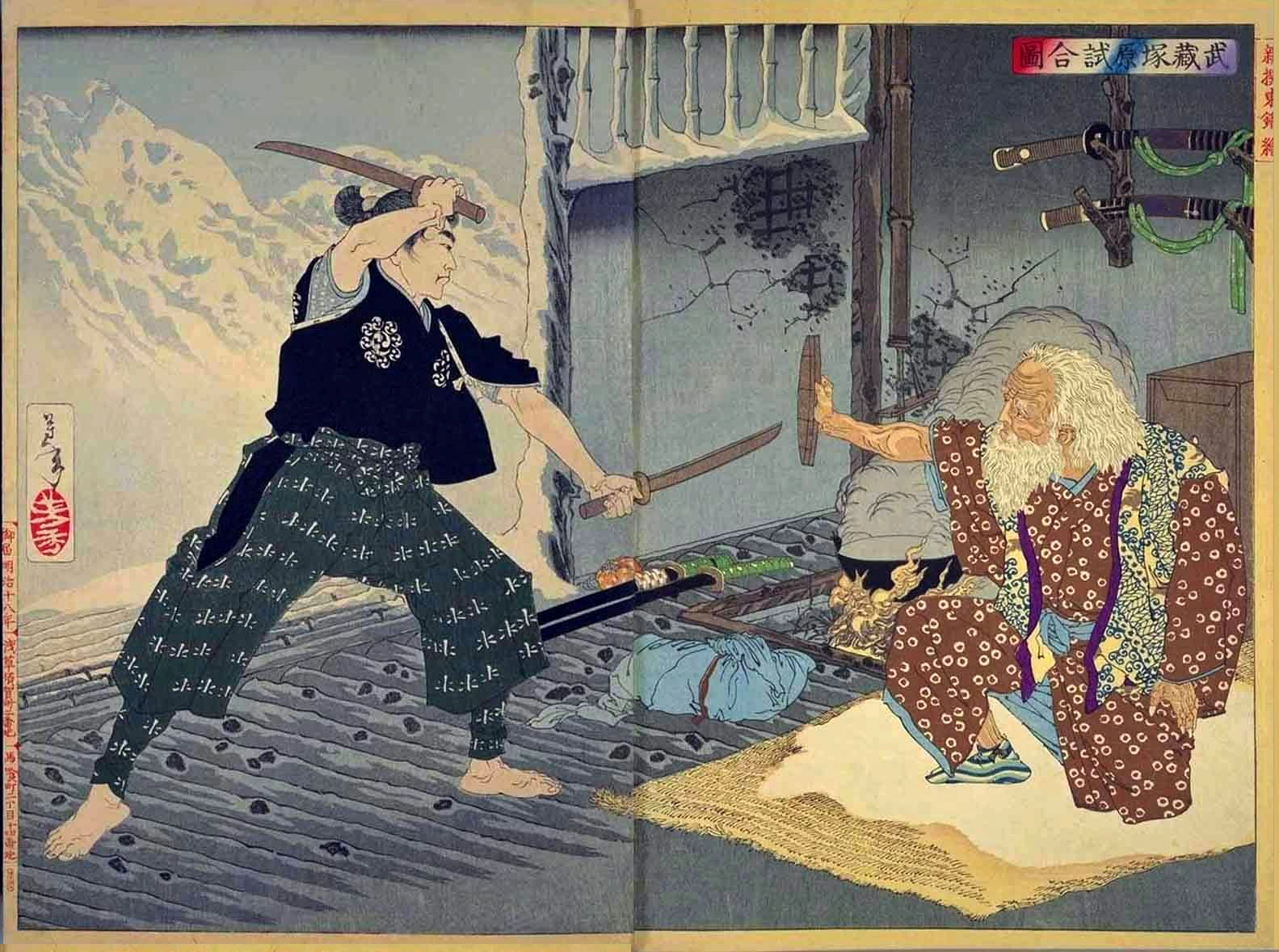
武蔵塚原試合図（月岡芳年画）

鹿島神宮の神官で大掾氏の一族鹿島氏の四家老の一人である卜部覚賢（吉川覚賢）の次男として常陸国鹿島（現-鹿嶋市宮中）に生まれる。幼名は朝孝。時期は不明だが、後に覚賢の剣友塚原安幹（塚原新右衛門安幹）の養子となる。同時に諱を高幹とし、新右衛門高幹と改めた。塚原氏の本姓は平氏で、鹿島氏の分家である。のちに、土佐守（とさのかみ）、または土佐入道とも称した。卜伝は号で、実家である吉川家の本姓の卜部を由来とする。
実父・覚賢からは鹿島古流（鹿島中古流とも）を、義父・安幹からは天真正伝香取神道流をそれぞれ学んだ。『関八州古戦録』『卜伝流伝書』によれば、松本政信の奥義「一之太刀（ひとつのたち）」も養父の安幹から伝授されたという（松本から直接学んだという説、卜伝自身が編み出したとする説もある）。やがて武者修行の旅に出て、己の剣術に磨きをかけた。卜伝の弟子である加藤信俊の孫の手による『卜伝遺訓抄』の後書によると、その戦績は「十七歳にして洛陽清水寺に於て、真剣の仕合をして利を得しより、五畿七道に遊ぶ。真剣の仕合十九ヶ度、軍の場を踏むこと三十七ヶ度、一度も不覚を取らず、木刀等の打合、惣じて数百度に及ぶといへども、切疵、突疵を一ヶ所も被らず。矢疵を被る事六ヶ所の外、一度も敵の兵具に中（あた）ることなし。凡そ仕合・軍場共に立会ふ所に敵を討つ事、一方の手に掛く弐百十二人と云り」と述べられている。よく知られている真剣勝負に川越城下での梶原長門との対決がある。卜伝は諸国を武者修行したが、その行列は80人あまりの門人を引き連れ、大鷹3羽を据えさせ、乗り換え馬も3頭引かせた豪壮なものであったと伝えられる。
弟子には唯一相伝が確認される雲林院松軒（弥四郎光秀）のほか、諸岡一羽や真壁氏幹（道無）、斎藤伝鬼房（勝秀）ら一派を編み出した剣豪がいる。また、将軍にもなった足利義輝や足利義昭、伊勢国司北畠具教や武田家家臣山本勘助にも剣術を指南したという。また、足利義輝と北畠具教には奥義である「一之太刀」を伝授したとされている。
上記の通り「幾度も真剣勝負に臨みつつ一度も刀傷を受けなかった」などの伝説により後世に剣聖と謳われ、講談の題材として広く知られた。著名な逸話のひとつで勝負事にまつわる訓話としてもよく引き合いに出されるものに、『甲陽軍鑑』に伝わる「無手勝流」がある。この中で、卜伝は琵琶湖の船中で若い剣士と乗り合いになり、相手が卜伝だと知ったその剣士が決闘を挑んでくる。彼はのらりくらりとかわそうとするが、血気にはやる剣士は卜伝が臆病風に吹かれて決闘から逃れようとしていると思いこみ、ますます調子に乗って彼を罵倒する。周囲に迷惑がかかることを気にした卜伝は、船を降りて決闘を受けることを告げ、剣士と二人で小舟に乗り移る。そのまま卜伝は近傍の小島に船を寄せるのだが、水深が足の立つ程になるやいなや、剣士は船を飛び降り島へ急ごうとする。しかし卜伝はそのままなにくわぬ調子で、櫂を漕いで島から離れてしまう。取り残されたことに気付いた剣士が大声で卜伝を罵倒するが、卜伝は「戦わずして勝つ、これが無手勝流だ」と言って高笑いしながら去ってしまったという。
若い頃の宮本武蔵が卜伝の食事中に勝負を挑んで斬り込み、卜伝がとっさに囲炉裏の鍋の蓋を盾にして武蔵の刀を受け止めたとする逸話があるが（右上記の月岡芳年の錦絵などで知られる）、実際には武蔵が生まれるよりも前に卜伝は死んでいるため、卜伝と武蔵が直接出会うことは有り得ず、この逸話は全くの作り話である。
晩年は郷里で過ごし、『鹿島史』によれば卜伝は元亀2年（1571年）2月11日に死去したとされる。享年83。『天真正伝新当流兵法伝脉』では鹿島沼尾郷田野（現鹿嶋市沼尾）の松岡則方の家で死去としている。墓は豊郷村須賀塚原（須賀村、現・鹿嶋市須賀）の梅香寺にあったとされるが同寺は焼失し、墓のみが現存している。法号を宝険高珍居士（ほうけんこうちんこじ）。位牌は墓地近くの真言宗長吉寺にある。幕末に活躍した山岡鉄舟は卜伝の子孫。

## 門下
伝承上弟子とされる人物も含む
- 足利義輝
- 今川氏真
- 雲林院松軒
- 海野輝幸
- 上泉信綱
- 北畠具教
- 斎藤伝鬼房
- 成田長泰
- 林崎甚助
- 細川幽斎[1]
- 真壁氏幹
- 松岡則方（兵庫助）[1]
- 諸岡一羽
- 山本勘助

## 登場作品

### 書籍
- 池波正太郎『卜伝最後の旅』角川グループパブリッシング、1980年
- 津本陽『塚原卜伝十二番勝負』講談社、1983年
- 中山義秀『塚原卜伝』徳間書店、1989年
- 峰隆一郎『日本剣鬼伝 塚原卜伝』祥伝社、1993年
- 石ノ森章太郎『塚原卜伝』小学館、1996年
- 矢作幸雄『無敗の剣聖　塚原卜伝』講談社、2011年

### テレビドラマ
- 『塚原卜伝』（2011年10月2日-11月13日、NHK BSプレミアム、演：堺雅人。原作は上述の「十二番勝負」）